# サムサ
サムサ（カザフ語: самса, キルギス語: самса, ウイグル語: سامسا, ウズベク語: сомса, トルクメン語: somsa, タジク語: самбӯса）は、中央アジアの肉詰めパン。野菜を入れる場合もある。
カザフスタン、キルギス、タジキスタン、トルクメニスタン、ウズベキスタンのほか、中華人民共和国の新疆ウイグル自治区でもみられる。ウズベキスタンやトルクメニスタンではソムサとも呼ばれる。南アジアのサモサとは異なり、揚げることはほとんどなく、もっぱら焼いてつくられる。タンドールという特別な釜で焼くのが、伝統的な作り方である。生地は層状のパイ生地にすることもある。付け合わせは、伝統的にはラムひき肉とタマネギが最も一般的だが、鶏肉や牛ひき肉、チーズを使ったものも露店でよく見かけられる。時期によって、ジャガイモやカボチャを入れることもある。
中央アジアでは一般的はホットスナックで、キオスクなどでハンバーガーやボルシチとともに並んでいる。サムサ専門のキオスクもある。小売店でも購入できる。

## ギャラリー

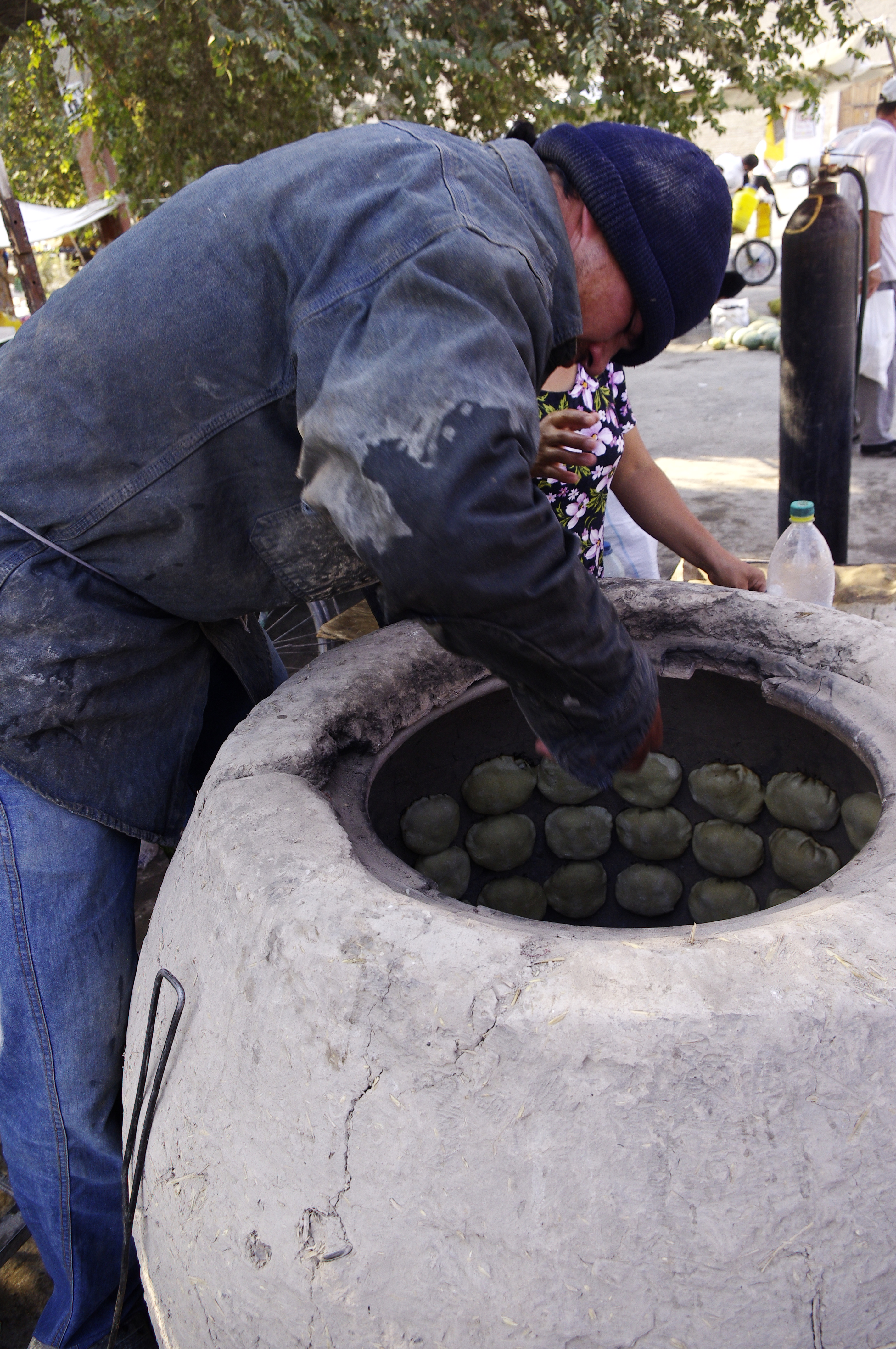
サムサを焼く前の準備
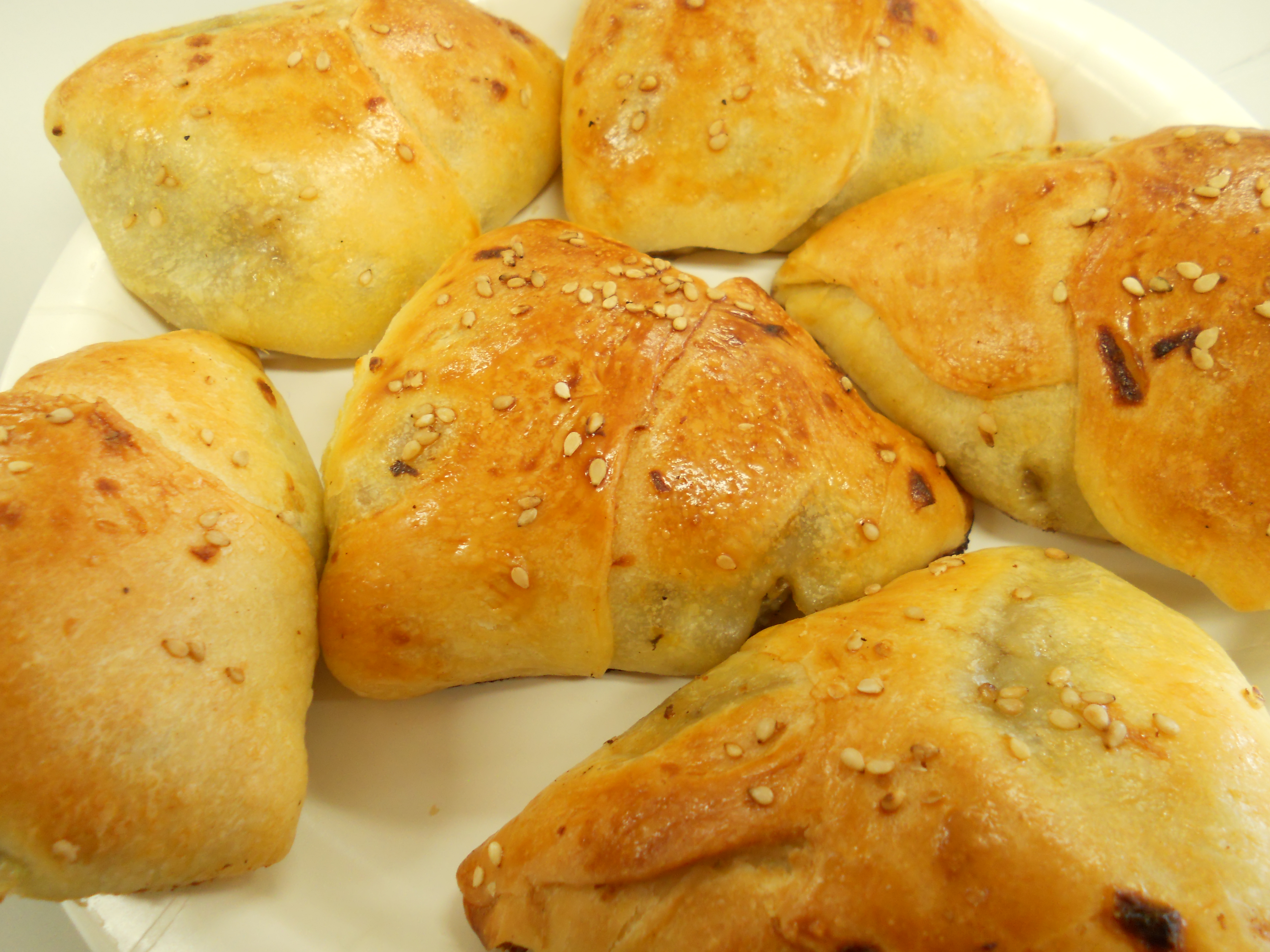
新疆ウイグル自治区のサムサ
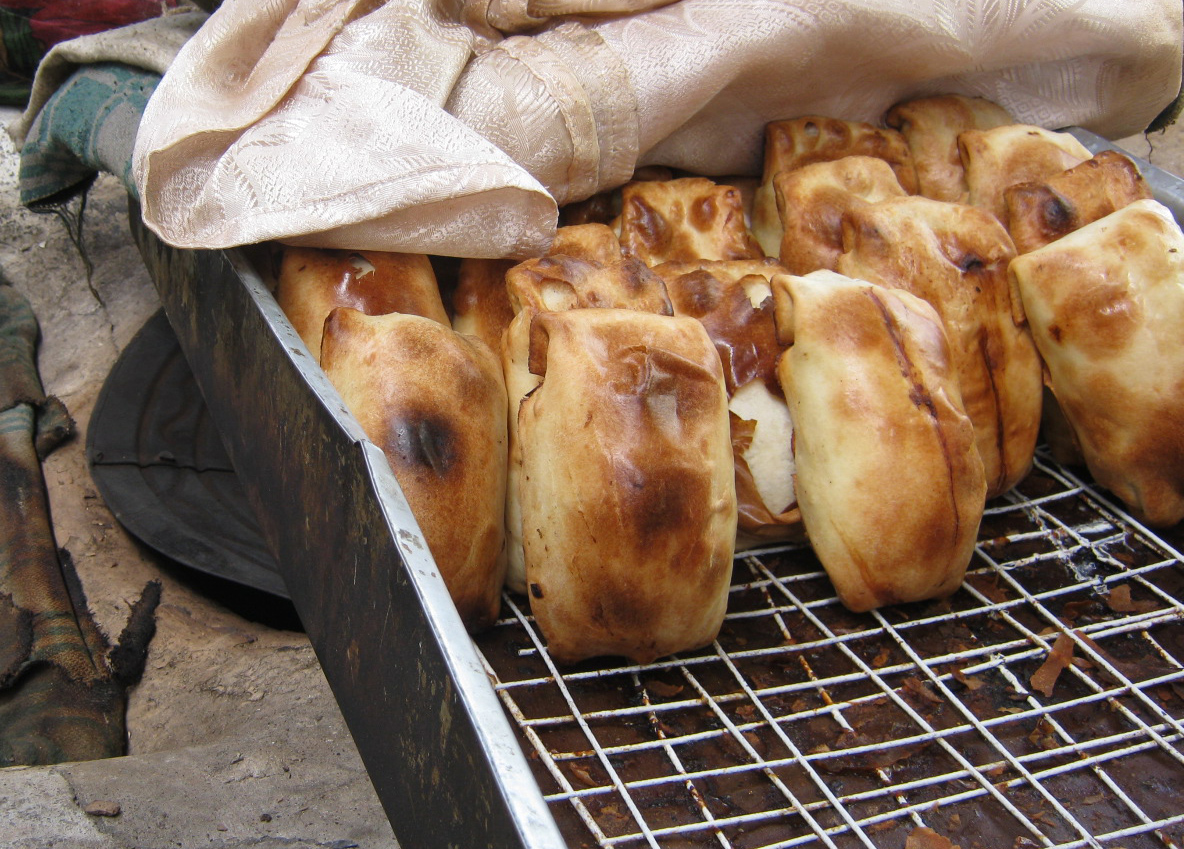
キルギスのサムサ
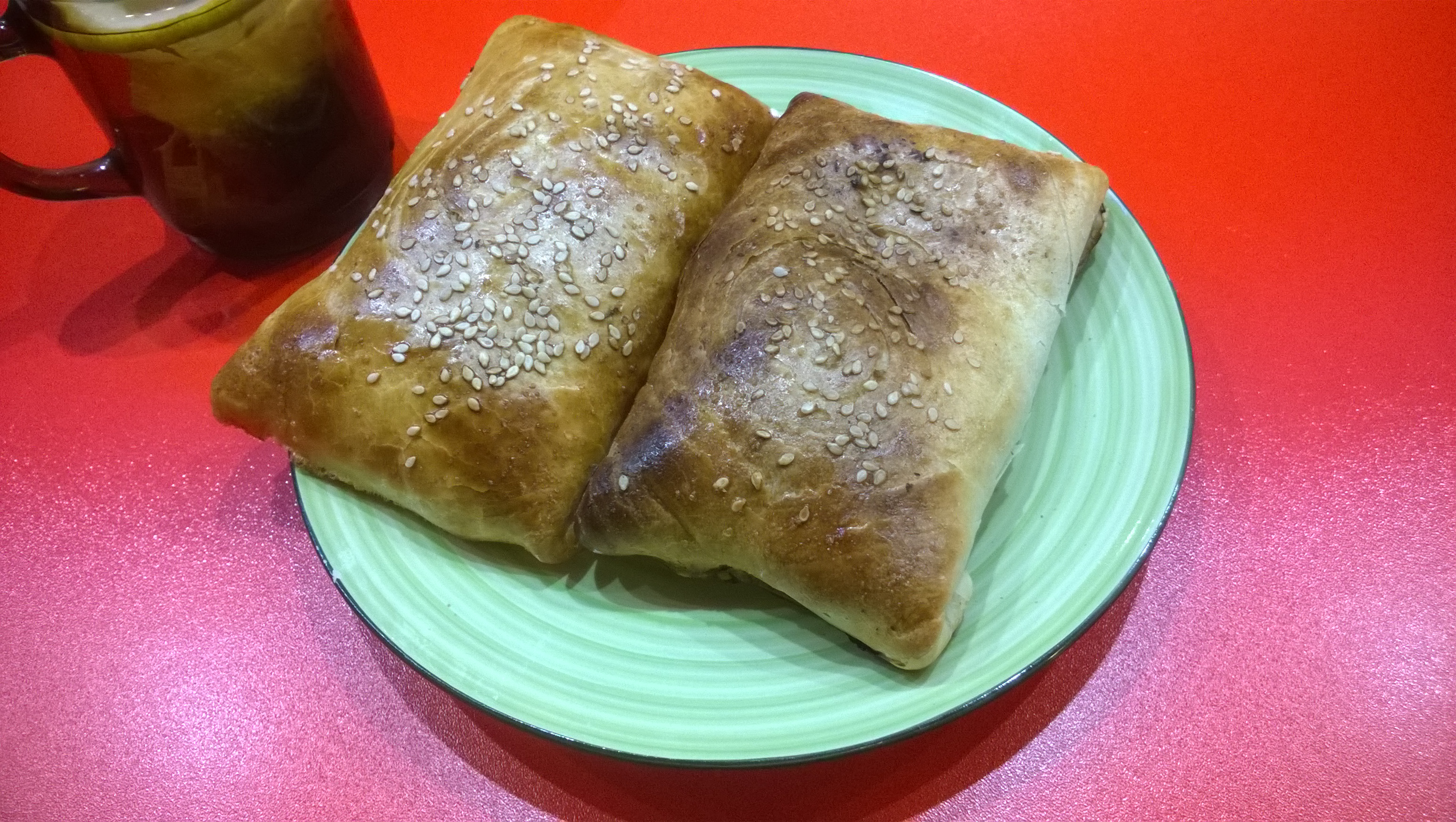
ロシアのサムサ
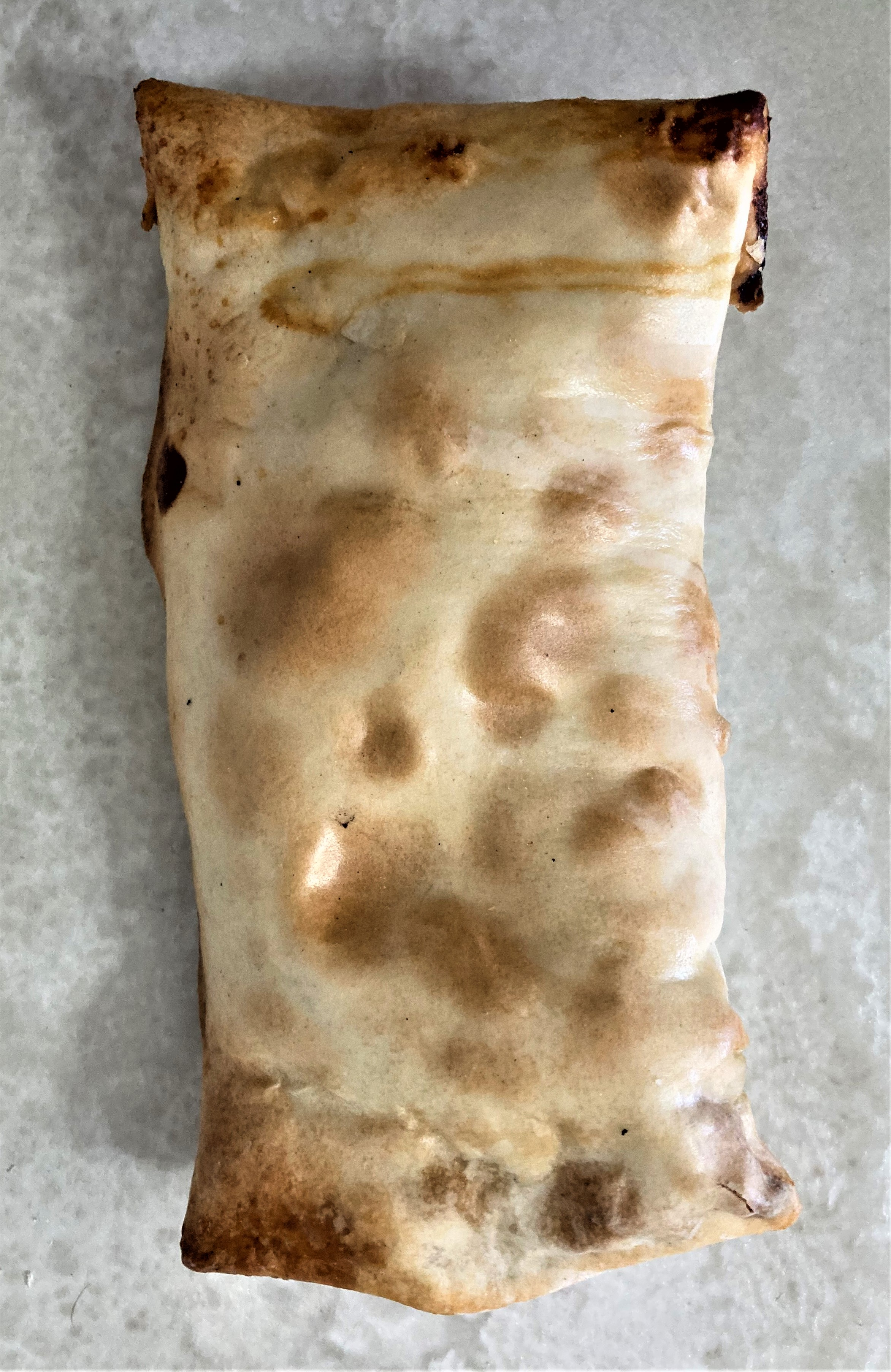
トルクメニスタンのサムサ